# Theodore Edward Hook
Theodore Edward Hook (Londra, 22 settembre 1788 – Fulham, 24 agosto 1841) è stato uno scrittore inglese.
Nel 1820 fondò il giornale d'ispirazione satirica John Bull, rivista spesso comica fino alla volgarità e di propaganda Tory. Hook fu inoltre autore delle opere letterarie Sayings and doings (1828), Maxwell (1830), Love and pride (1832), Gilbert Gurney (1836), Jack Brag (1836).